# Espace de Reinke
 (mai 2017).
Si vous disposez d'ouvrages ou d'articles de référence ou si vous connaissez des sites web de qualité traitant du thème abordé ici, merci de compléter l'article en donnant les références utiles à sa vérifiabilité et en les liant à la section « Notes et références ».
L'espace de Reinke est un espace décollable virtuel siégeant entre la muqueuse de la corde vocale et le ligament vocal sous-jacent, il est avasculaire et joue un rôle physiologique essentiel dans les mécanismes vibratoires et de glissement de la muqueuse.